# Alluaudia procera
Alluaudia procera is een bladverliezende vetplant, die endemisch is in Madagaskar. Ze werd beschreven door Emmanuel Drake del Castillo in 1901 onder de naam Didierea procera. In 1903 herplaatste Drake del Castillo de plant in het geslacht Alluaudia.

## Beschrijving
Alluaudia procera kan 6 tot 10 meter hoog worden, maar sommige exemplaren kunnen een hoogte bereiken van 15 meter. De schors is grijsachtig tot wit. De doornen zijn 1 tot 2 centimeter lang en zijn spiraalsgewijs ingeplant op de rechtopstaande takken.
De blaadjes zijn vlezig en ovaalvormig en zitten in paren onder elke doorn. Ze zijn 7 tot 25 millimeter lang en 4 tot 12 millimeter breed. De zoetgeurende bloemen hebben een groengele tot witte kleur. Ze bloeien in pluimen op de top van de doornige takken, die 12 tot 30 centimeter in diameter kunnen worden. De ronde nootvruchten zijn 2 tot 3 millimeter groot.

## Gebruik
Door de lokale bevolking wordt de stam vaak in ruwe planken gezaagd, die gebruikt worden voor het bouwen van hun woningen. Verder wordt het hout, fantsilotra genoemd, ook gebruikt voor het maken van dozen en kisten. Omdat het hout reukloos is, werd het vroeger gebruikt voor het maken van opslagcontainers voor tabak en vanille. Verder wordt het gebruikt als brandhout en voor het produceren van houtskool. In vetplantencollecties is Alluaudia procera de meest populaire sierplant van de familie Didiereaceae.

## Leefgebied
De soort is endemisch in het zuiden en zuidwesten van Madagaskar, tot aan de rivier Mangoky. De soort staat op de Rode Lijst van de IUCN geklasseerd als 'gevoelig'.
... · 
A. ascendens · 
A. comosa · 
A. dumosa · 
A. procera · 
...